# Mohamed Coly
Mohamed Abdourahmane Coly (Dakar, 2 febbraio 1984) è un ex calciatore senegalese con cittadinanza italiana di ruolo difensore.

## Carriera
Comincia la sua carriera in patria nel Douanes, per poi trasferirsi in Italia, fa le sue prime esperienze giovanili in una piccola squadra dell'appennino reggiano, il Cavola Splendor, poi passa al Parma ed infine alla Cremonese.
Gioca in Serie D con l'U.S.O. Calcio e in Serie C1 con la Cremonese.
Nel 2005 torna tra i dilettanti giocando con Castellarano e Crociati Noceto. Tra il 2008 e il 2012 gioca il Lega Pro con Rodengo Saiano e Taranto.
Nel 2012 approda in Serie B vestendo la maglia del Cittadella.
Il 5 agosto 2014 firma per la Pro Vercelli sempre in Serie B. Nell'estate del 2015 prolunga per un'altra stagione il contratto in scadenza. Il 14 giugno 2016 rinnova fino al 2017 col club piemontese.
Nell'estate 2016 torna in Lega Pro, insieme al suo compagno di squadra Manuel Scavone, per vestire la maglia del rinato Parma.
A dicembre 2017 passa al Rezzato in serie D ritorno tra i dilettanti lasciati nel 2008, per poi nella stagione 2019/2020 ritornare probabilmente per l'ultima avventura tra i professionisti alla Pergolettese in Lega Pro. 
Nel mercato estivo del 2020 passa al Franciacorta in serie D ma lascia il progetto a gennaio 2021 per approdare all'Atletico Castegnato in Eccellenza. 
Per la stagione 2021/2022 decide di proseguire la sua avventura calcistica nei dilettanti Bresciani più precisamente nel Cellatica in Prima Categoria, dove li viene subito data la fascia da capitano. Il 19 novembre 2022 dopo una stagione e mezzo al Cellatica dove colleziona 7 presenze e 2 reti da capitano, annuncia l'addio al calcio, a causa di un brutto infortunio ai tendini peronei rimediato a maggio 2022.

## Statistiche

### Presenze e reti nei club
Statistiche aggiornate al 30 giugno 2022.
| Stagione              | Squadra               | Campionato            | Campionato | Campionato | Coppe nazionali | Coppe nazionali | Coppe nazionali | Coppe continentali | Coppe continentali | Coppe continentali | Altre coppe | Altre coppe | Altre coppe | Totale | Totale |
| Stagione              | Squadra               | Comp                  | Pres       | Reti       | Comp            | Pres            | Reti            | Comp               | Pres               | Reti               | Comp        | Pres        | Reti        | Pres   | Reti   |
| --------------------- | --------------------- | --------------------- | ---------- | ---------- | --------------- | --------------- | --------------- | ------------------ | ------------------ | ------------------ | ----------- | ----------- | ----------- | ------ | ------ |
| 2003-2004             | U.S.O. Calcio         | D                     | 22         | 0          | CI-D            | ?               | ?               | -                  | -                  | -                  | -           | -           | -           | 22     | 0      |
| 2004-2005             | Cremonese             | C1                    | 1          | 1          | CI-C            | ?               | ?               | -                  | -                  | -                  | -           | -           | -           | 1      | 1      |
| 2005-2006             | Castellarano          | D                     | 26         | 0          | CI-D            | ?               | ?               | -                  | -                  | -                  | -           | -           | -           | 26     | 0      |
| 2006-2007             | Castellarano          | D                     | 30         | 2          | CI-D            | ?               | ?               | -                  | -                  | -                  | -           | -           | -           | 30     | 2      |
| Totale Castellarano   | Totale Castellarano   | Totale Castellarano   | 56         | 2          |                 | ?               | ?               |                    | -                  | -                  |             | -           | -           | 56     | 2      |
| 2007-2008             | Crociati Noceto       | D                     | 28         | 1          | CI-D            | ?               | ?               | -                  | -                  | -                  | -           | -           | -           | 28     | 1      |
| 2008-2009             | Rodengo Saiano        | D                     | 29+2       | 1+0        | CI-D            | ?               | ?               | -                  | -                  | -                  | -           | -           | -           | 31     | 1      |
| 2009-2010             | Rodengo Saiano        | D                     | 31         | 2          | CI-D            | ?               | ?               | -                  | -                  | -                  | -           | -           | -           | 31     | 2      |
| Totale Rodengo Saiano | Totale Rodengo Saiano | Totale Rodengo Saiano | 60+2       | 3          |                 | ?               | ?               |                    | -                  | -                  |             | -           | -           | 62     | 3      |
| 2010-gen. 2011        | Varese                | B                     | 2          | 1          | CI              | 1               | 0               | -                  | -                  | -                  | -           | -           | -           | 3      | 1      |
| gen.-giu. 2011        | Taranto               | 1D                    | 12+1       | 0          | CI+CI-LP        | -               | -               | -                  | -                  | -                  | -           | -           | -           | 13     | 0      |
| 2011-2012             | Taranto               | 1D                    | 19+1       | 2          | CI+CI-LP        | 0               | 0               | -                  | -                  | -                  | -           | -           | -           | 20     | 2      |
| Totale Taranto        | Totale Taranto        | Totale Taranto        | 31+2       | 2          |                 | 0               | 0               |                    | -                  | -                  |             | -           | -           | 33     | 2      |
| 2012-2013             | Cittadella            | B                     | 25         | 3          | CI              | 3               | 0               | -                  | -                  | -                  | -           | -           | -           | 28     | 3      |
| 2013-2014             | Cittadella            | B                     | 28         | 1          | CI              | 2               | 0               | -                  | -                  | -                  | -           | -           | -           | 30     | 1      |
| Totale Cittadella     | Totale Cittadella     | Totale Cittadella     | 53         | 4          |                 | 5               | 0               |                    | -                  | -                  |             | -           | -           | 58     | 4      |
| 2014-2015             | Pro Vercelli          | B                     | 33         | 2          | CI              | 1               | 0               | -                  | -                  | -                  | -           | -           | -           | 34     | 2      |
| 2015-2016             | Pro Vercelli          | B                     | 33         | 1          | CI              | 1               | 0               | -                  | -                  | -                  | -           | -           | -           | 34     | 1      |
| Totale Cittadella     | Totale Cittadella     | Totale Cittadella     | 66         | 3          |                 | 2               | 0               |                    | -                  | -                  |             | -           | -           | 68     | 3      |
| 2016-2017             | Parma                 | LP                    | 9          | 1          | CI-LP           | 2               | 0               | -                  | -                  | -                  | -           | -           | -           | 11     | 1      |
| ago.-dic. 2017        | Parma                 | B                     | 0          | 0          | CI              | 0               | 0               | -                  | -                  | -                  | -           | -           | -           | 0      | 0      |
| Totale Parma          | Totale Parma          | Totale Parma          | 9          | 1          |                 | 2               | 0               |                    | -                  | -                  |             | -           | -           | 11     | 1      |
| dic. 2017-2018        | Rezzato               | D                     | 12         | 1          | CI-D            | -               | -               | -                  | -                  | -                  | -           | -           | -           | 12     | 1      |
| 2018-2019             | Rezzato               | D                     | 21         | 1          | CI+CI-D         | 2+1             | 0               | -                  | -                  | -                  | -           | -           | -           | 24     | 1      |
| Totale Rezzato        | Totale Rezzato        | Totale Rezzato        | 33         | 2          |                 | 3               | 0               |                    | -                  | -                  |             | -           | -           | 36     | 2      |
| 2019-2020             | Pergolettese          | C                     | 11+1       | 0          | CI-C            | 0               | 0               | -                  | -                  | -                  | -           | -           | -           | 12     | 0      |
| Totale carriera       | Totale carriera       | Totale carriera       | 370+6      | 12         |                 | 13              | 0               |                    | -                  | -                  |             | -           | -           | 389    | 15     |

## Palmarès

### Club

#### Competizioni nazionali
- Serie C1: 1

Cremonese: 2004-2005